# إيدا رولاند
إيدا رولاند (بالألمانية: Ida Roland)‏ (و. 1881 – 1951 م) هي ممثلة مسرحية نمساوية، ولدت في فيينا، توفيت في نيون، عن عمر يناهز 70 عاماً.